# リチャード・ブライト

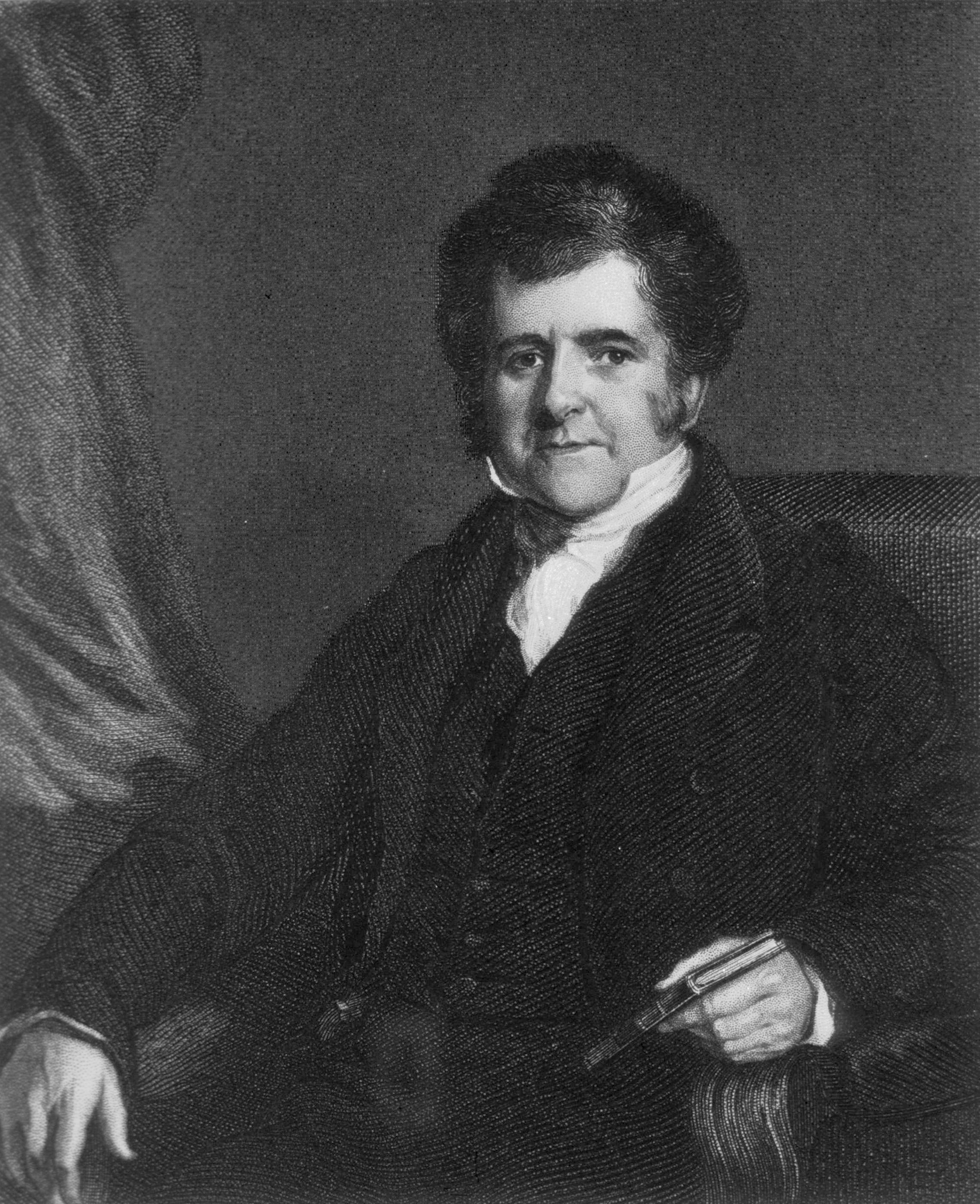
リチャード・ブライト

リチャード・ブライト（Richard Bright, 1789年9月28日 – 1858年12月16日）は、イギリスの医師・医学者。腎臓病研究の初期の先駆者である。
リチャード・ブライト卿とサラ・ブライトの3人目の息子として、ブリストルに生まれた。ブライト卿は裕福な商人であり、銀行家でもあった。ブライト卿自ら自然科学に興味をもち、息子に自然科学の道に進むよう勧めた。1808年、リチャード・ブライトはエディンバラ大学に入学し、哲学、経済学、数学を学ぶ。翌年には医学コースに転進した。1810年の夏、アイスランドへ研究旅行に向かったジョージ・マッケンジー卿に同行し、科学研究を主導した。その後、ロンドンのガイ病院で医学の研究を続け、1813年9月、エディンバラに戻り医学博士号を受けた。博士論文のテーマは、伝染性丹毒 (De erysipelate contagioso) であった。
その後ガイ病院に戻り、1820年代から同30年代にかけて、医学の研究、実践、教育に取り組む。2人の高名な研究者、トーマス・アジソン、トーマス・ホジキンが同僚であった。腎臓病の原因と症例に関する研究の結果、現在ブライト病と呼ばれる疾患を分離・同定した。この業績から、ブライトは「腎臓学の父」として尊敬されている。
1858年12月11日、心臓病の合併症のため危篤状態となり、同16日にロンドンで死去。69歳であった。ブライトは2人の息子をもうけ、下の息子は医師となり、上の息子は歴史家（ジェームズ・フランク・ブライト）として知られる。

## 関連サイト
- WhoNamedIt biography（英語）